# 섭동 이론
수학과 물리학에서 섭동 이론(perturbation theory, 攝動理論) 또는 미동 이론(微動理論)은 해석적으로 풀 수 없는 문제의 해를 매우 작다고 여길 수 있는 매개변수들의 테일러 급수로 나타내는 이론이다. 매개변수들이 매우 작으므로, 급수의 유한개의 항을 계산하여 근사적인 해를 얻을 수 있다.

## 이체 문제에서의 섭동 이론
이체 문제의 해는 비네 방정식으로 나타내어진다.
{\displaystyle u''+u=-F(u)L^{2}/\mu u^{2}}.
만유인력의 경우, {\displaystyle F(u)=-GMmu^{2}}이다. 이 경우에는 비네 방정식은 다음과 같다.
{\displaystyle u''+u=GMmL^{2}/\mu =k}.
그 해는
{\displaystyle u(\theta )=k(1-\epsilon \cos(\theta -\theta _{0}))}
임을 쉽게 알 수 있다. 여기서 {\displaystyle \epsilon }과 {\displaystyle \theta _{0}}는 적분 상수이다.
이제, 만유인력에 작은 퍼텐셜이 더해진다고 하자. 예를 들어, 다음과 같은 퍼텐셜을 생각하자. (이 퍼텐셜은 일반 상대성 이론에 등장한다.)
{\displaystyle F(u)L^{2}/\mu =ku^{2}+\alpha u^{4}}.
이 경우에는 비네 방정식은 다음과 같다.
{\displaystyle u''+u=k+\alpha u^{2}}.
이제는 해를 해석적으로 풀기 더 힘들다. 그러나 {\displaystyle \alpha }가 매우 작다면 그 해가 만유인력에 대한 해에 가까울 것이라고 추측할 수 있다. 이러한 가설 풀이 아래 다음과 같이 놓자.
{\displaystyle u_{0}(\theta )=k(1-\epsilon \cos \theta )}
{\displaystyle u(\theta )=u_{0}(\theta )+\alpha ku_{1}(\theta )+\alpha ^{2}k^{2}u_{2}(\theta )+\cdots }.
(편의상 {\displaystyle \theta _{0}=0}으로 좌표를 잡자.)
이를 다시 비네 방정식에 대입하면 다음과 같다.
{\displaystyle u_{1}''+u_{1}=u_{0}^{2}/k=k\left(1+{\frac {1}{2}}\epsilon ^{2}-2\epsilon \cos \theta +{\frac {1}{2}}\epsilon ^{2}\cos 2\theta \right)}.
따라서
{\displaystyle u_{1}/k=1+{\frac {1}{2}}\epsilon ^{2}+{\frac {1}{2}}\epsilon -\epsilon \theta \sin \theta -{\frac {1}{6}}\epsilon ^{2}\cos 2\theta }
이다. 마찬가지로, {\displaystyle u_{2}}, {\displaystyle u_{3}} 등도 계산할 수 있다.
이 경우,
{\displaystyle u_{0}+\alpha k^{2}u_{1}=-k\epsilon (\cos \theta +\alpha k\theta \sin \theta )+\cdots \approx -k\epsilon \cos(\theta (1-\alpha k))+\cdots }
이므로, 극지점 세차(apsidial precession)는 공전 주기당 약 {\displaystyle 2\pi \alpha k} 라디안인 것을 알 수 있다.

## 양자역학에서의 섭동 이론
양자역학에는 여러 종류의 섭동 이론이 쓰인다. 흔히 쓰이는 레일리-슈뢰딩거 섭동 이론과 다이슨 급수 이외에도, 보른 급수나 WKB 급수도 섭동 이론의 일종이다. 이 밖에도, 특수한 경우에 k·p 섭동 이론이나 묄러-플레셋 섭동 이론 등이 쓰인다.

## 참고 문헌
- Henk Broer, Heinz Hanßmann (2008). “Perturbation theory (dynamical systems)”. 《Scholarpedia》 3 (9): 2399. doi:10.4249/scholarpedia.2399.
- Thomas Witelski, Mark Bowen (2009). “Singular perturbation theory”. 《Scholarpedia》 4 (4): 3951. doi:10.4249/scholarpedia.3951.
- Chow, Carson C. (2007). “Multiple scale analysis”. 《Scholarpedia》 2 (10): 1617. doi:10.4249/scholarpedia.1617.
- Luigi Chierchia, John N. Mather (2010). “Kolmogorov-Arnold-Moser theory”. 《Scholarpedia》 5 (9): 2123. doi:10.4249/scholarpedia.2123.

## 같이 보기
- 콜모고로프-아르놀트-모저 정리